# Gray Hill
Gray Hill är en kulle i Antarktis. Den ligger i Västantarktis. Argentina och Storbritannien gör anspråk på området. Toppen på Gray Hill är 1 020 meter över havet.
Terrängen runt Gray Hill är platt åt sydost, men åt nordväst är den kuperad.  Trakten är obefolkad. Det finns inga samhällen i närheten.